# Ctenosaura acanthura
Ctenosaura acanthura là một loài thằn lằn trong họ Iguanidae. Loài này được Shaw mô tả khoa học đầu tiên năm 1802.

## Phân bố
Loài này có thể chỉ được tìm thấy phổ biến quanh các vùng con người sinh sống. Chúng phân bố từ trung tâm Tamaulipas đến Isthmus of Tehuantepec giữa các bang Veracruz và Oaxaca của Mexico.

## Sinh sản
Chúng giao phối vào mùa xuân. Con đực thể vị trí tấn bông và thu hút con cái bằng cách đưa đầu lên xuống, cuối cùng rượt đuổi con cái cho đến khi bắt được. Trong 8 đến 10 tuần, con cái sẽ đào tổ và đẻ lên đến 24 trứng. Trứng nở trong 90 ngày, con con bới cát chui ra. Những con non thường có màu lục với các mảng màu nâu, cũng có con toàn màu nâu.